# Capriata d'Orba
Capriata d'Orba é uma comuna italiana da região do Piemonte, província de Alexandria, com cerca de 1.845 habitantes. Estende-se por uma área de 28,32 km², tendo uma densidade populacional de 65 hab/km². Faz fronteira com Basaluzzo, Castelletto d'Orba, Francavilla Bisio, Predosa, Rocca Grimalda, San Cristoforo, Silvano d'Orba.

## Demografia
| Variação demográfica do município entre 1861 e 2011                               |
|                                                                                   |
| Fonte: Istituto Nazionale di Statistica (ISTAT) - Elaboração gráfica da Wikipedia |